# Lleó II (emperador)
Lleó II (en grec: Λεών Leon) (467 - 17 de novembre de 474) va ser emperador romà d'Orient, amb només set anys. El període del seu regnat (del 18 de gener al 17 de novembre del 474) es va caracteritzar per les disputes entre els seus regents: la seva àvia i el seu pare. Va coincidir amb l'època que l'Imperi d'Occident va començar a deixar d'existir.

## Orígens
Era fill del magister militum Zenó i de la princesa romana Ariadna. El seu pare procedia d'Isàuria, una regió entre les muntanyes del Taure, els habitants de la qual eren considerats a Constantinoble com a rústics i salvatges, llevat dels soldats que eren valorats pel seu coratge. La mare era filla de Lleó I el Traci i Verina, que procedien de Tràcia. El pare es va casar amb la mare perquè l'emperador Lleó I el Traci va voler premiar així la fidelitat de Zenó.

## Competidors
Quan Lleó va néixer el 467 el pare era mestre de cavalleria destinat a Tràcia. Hi havia almenys dos homes que competien per ser els successors de l'emperador Lleó I el Traci, ja que aquest no havia tingut fills mascles: un era el seu gendre Zenó (pare de Lleó II) i l'altre era un general ostrogot al servei de l'exèrcit romà que es deia Aspar. Zenó va batejar el seu fill amb el nom del seu sogre per tal de fer més evident a tots el seu lligam amb la dinastia regnant i el seu dret a la successió. Quan l'emperador va nomenar l'any 469, cònsol a Zenó, preferint-lo a Aspar, tot semblava indicar que Aspar no tindria opcions al tron. Llavors Aspar va fer amotinar les tropes i a canvi va exigir que el seu fill, de nom Patrici, es casés amb la germana d'Ariadna, anomenada Lleòncia i se li concedís el títol de cèsar. L'emperador va acceptar de mala gana, però els ciutadans en saber la notícia es van revoltar, ja que temien que Aspar els imposaria l'arianisme. Per apaivagar els ànims l'emperador va prometre que l'arianisme seria prohibit.
El 470 Zenó va ser destinat a les províncies de l'est, però abans de marxar, Anagast, el nou mestre de cavalleria de Tràcia, es va posar en contacte per carta amb Zenó i li va fer saber que Ardabur, fill d'Aspar planificava atacar-lo amb l'ajut dels perses. La conspiració implicava homes de la guàrdia personal de l'emperador, el qual també seria atacat. Zenó va posar en coneixement de l'emperador el que estava passant i va ordenar matar Aspar i Ardabur.
El grup d'ostrogots que havia estat amb Aspar va escollir com a líder a Teodoric Estrabó, es van presentar a Constantinoble i van exigir a l'emperador que els donés terres a Tràcia, en compensació per la mort d'Aspar. Lleó I el Traci s'hi va negar i llavors els ostrogots van devastar la regió. Un altre grup d'ostrogots que no tenia relació amb els altres va aprofitar l'ocasió per saquejar Pannònia, Dàcia i Macedònia. Aprofitant la confusió un grup de gèpides van ocupar la ciutat de Sírmium; l'emperador d'Occident Antemi va enviar tropes per evitar que els atacs arribessin a la seva zona i va morir en la batalla. L'emperador es va veure obligat a fer un tractat de pau amb el que acceptava Teoderic Estabó com a mestre de cavalleria de Tràcia.

## Ascens al tron
El 3 de febrer del 474 l'emperador Lleó I el Traci va morir de disenteria i va designar com a successor al seu net, que com que tenia només 7 anys va governar sota regència de la seva àvia Verina i del seu pare Zenó. S'entén que preferís al net perquè en ser del seu llinatge seria més ben acceptat pel poble que el seu gendre, que era isauri. El govern efectiu, però, el va tenir el pare. Zenó no agradava a la seva sogra, la qual va conspirar contra ell en diverses ocasions.
Als deu mesos d'iniciar-se el seu regnat, Lleó II va morir d'una malaltia desconeguda i va ser succeït al capdavant de l'imperi pel seu pare, Zenó. Es va rumorejar, sense fonaments, que el seu propi pare l'havia enverinat. Dos mesos després del nomenament Verina, el seu amant Patrici i el seu germà Basilisc es van unir al general isauri Il·los i a Teodoric Estrabó contra Zenó.